# Трифора

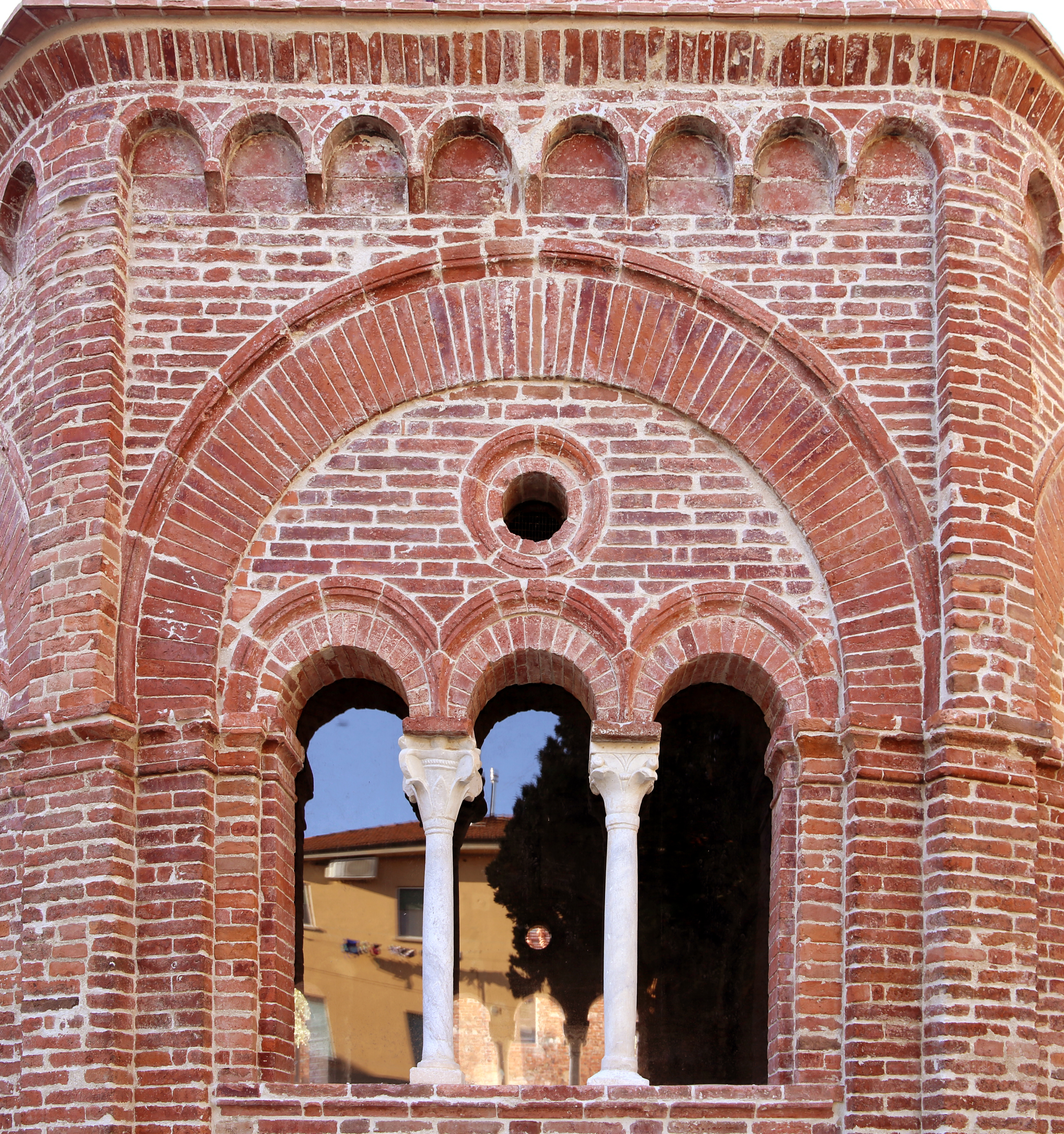
Sant'Agata di Pisa — фасад будівлі міської ради з трифорою

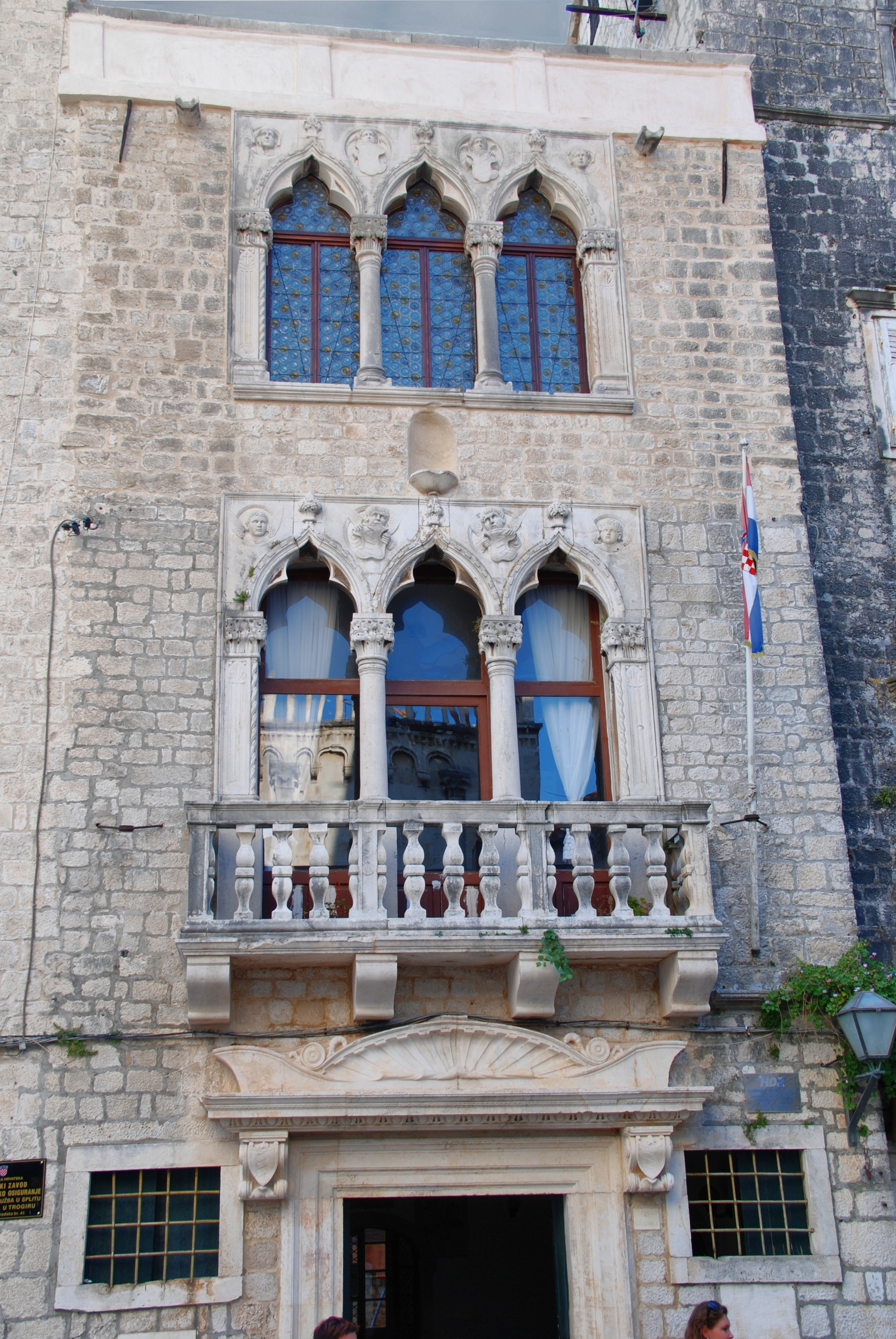
Палац Чіпіко. Задар, Хорватія

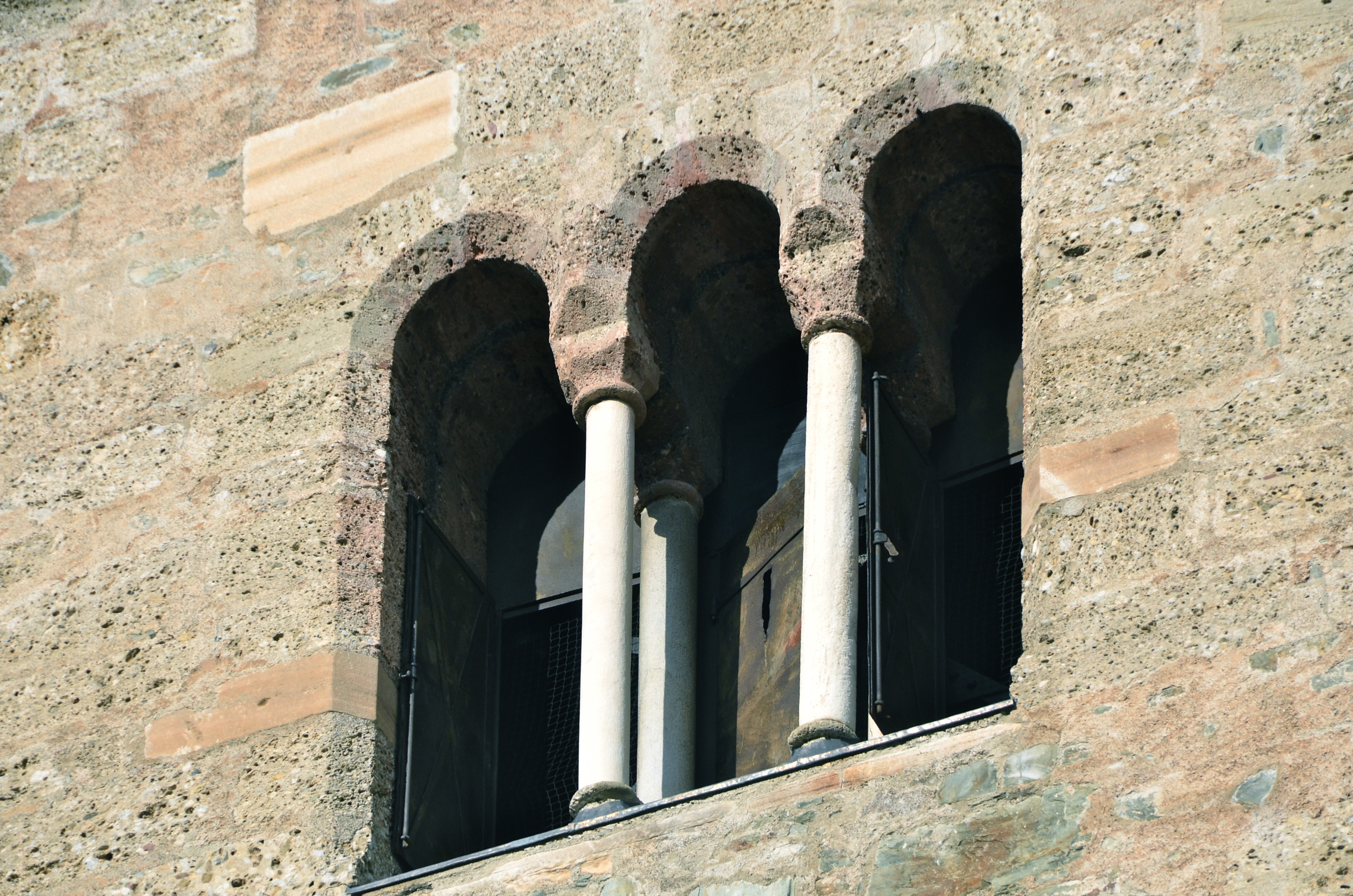
Трифора одного з соборів, Австрія

Трифора (з італ. trifora) — тип вікна, вертикально поділеного на три отвори, розділені двома колонами чи пілястрами, на які спираються три арки, заокруглені чи гострі. Іноді трифору обрамлюють загальною (четвертою) аркою, яку декорують стемою, круглим віконцем, іншими елементами декору.
Трифора зустрічається рідше, ніж біфора, в романську, готичну і ренесансну епохи.
Порівняно з біфорою, трифора використовувалася в більших за розмірами будівлях та спорудах, вежах, дзвіницях, на верхніх поверхах, там, де необхідно «полегшити» структуру, роблячи більше віконних отворів.

## Галерея

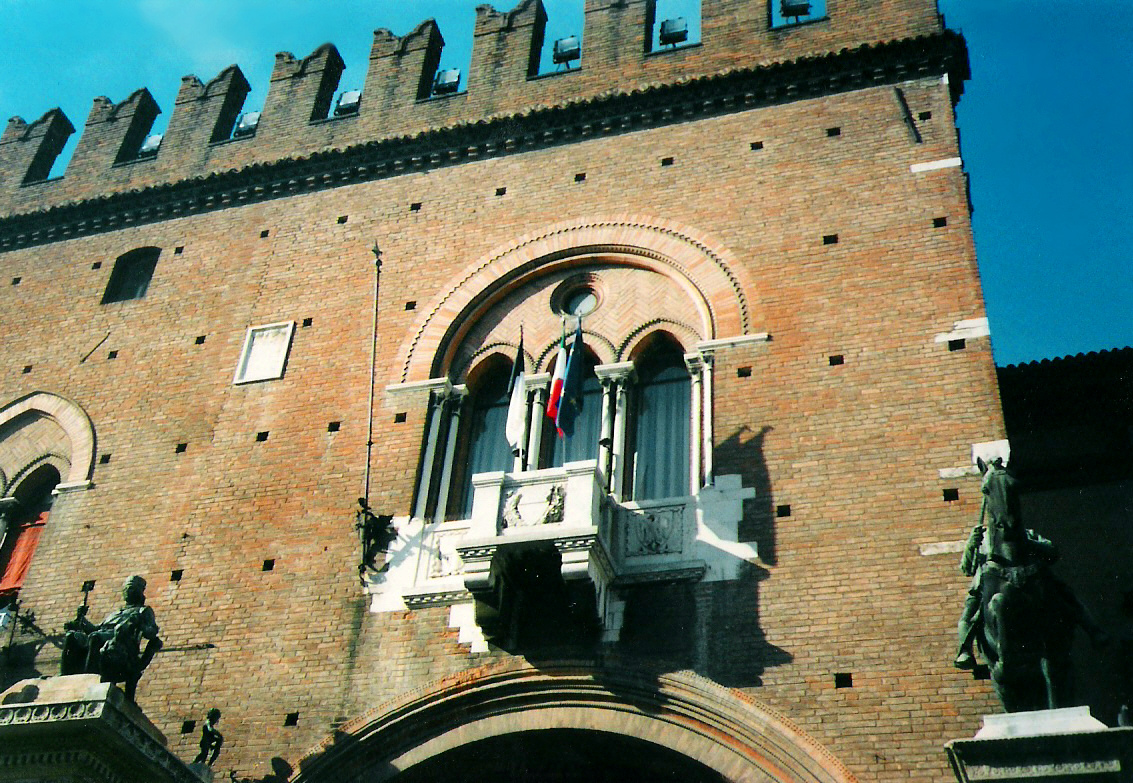
Трифора на неоготичному фасаді міського палацу, Феррара, Італія.
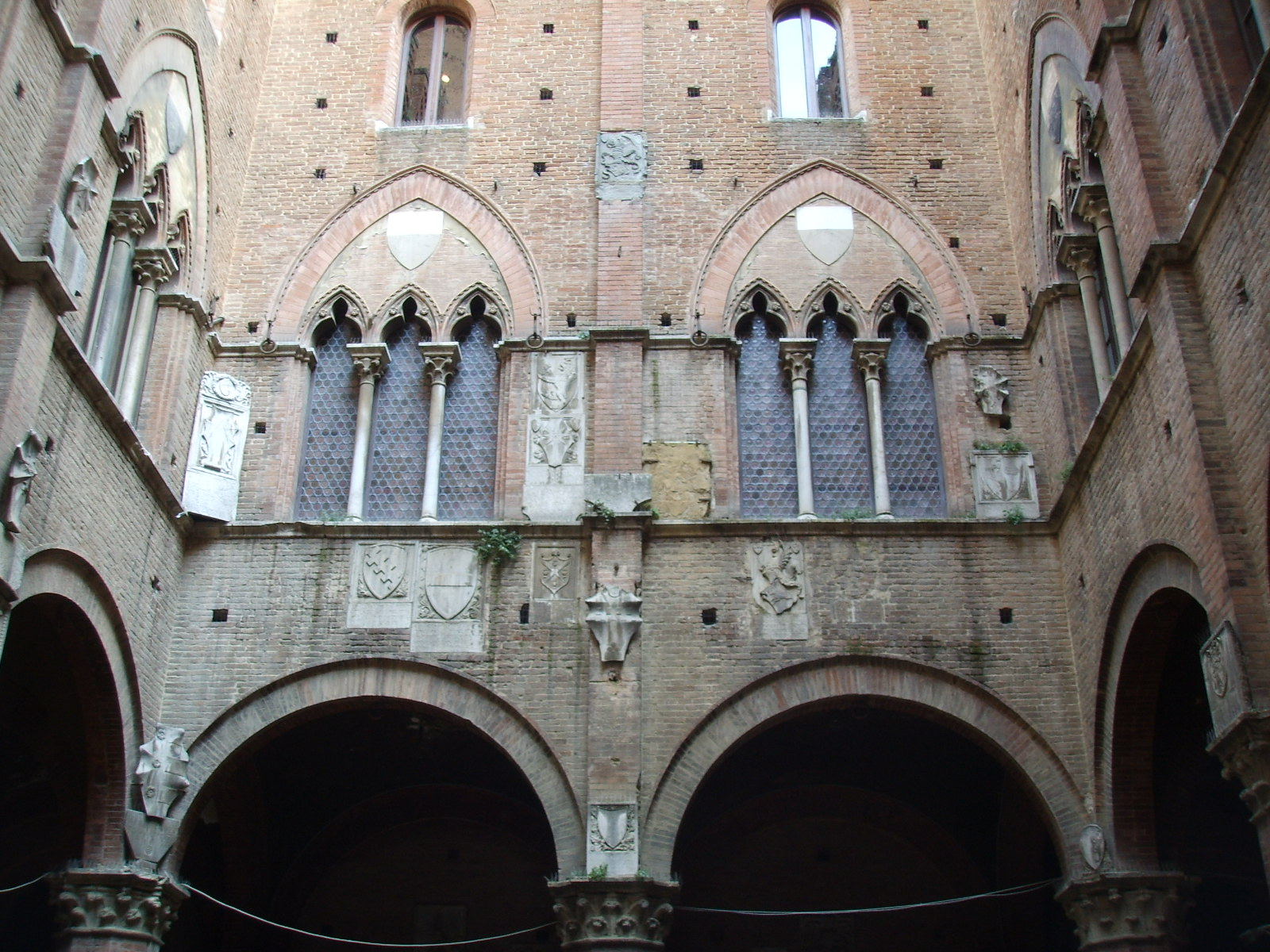
Сієна, дворик міського палацу
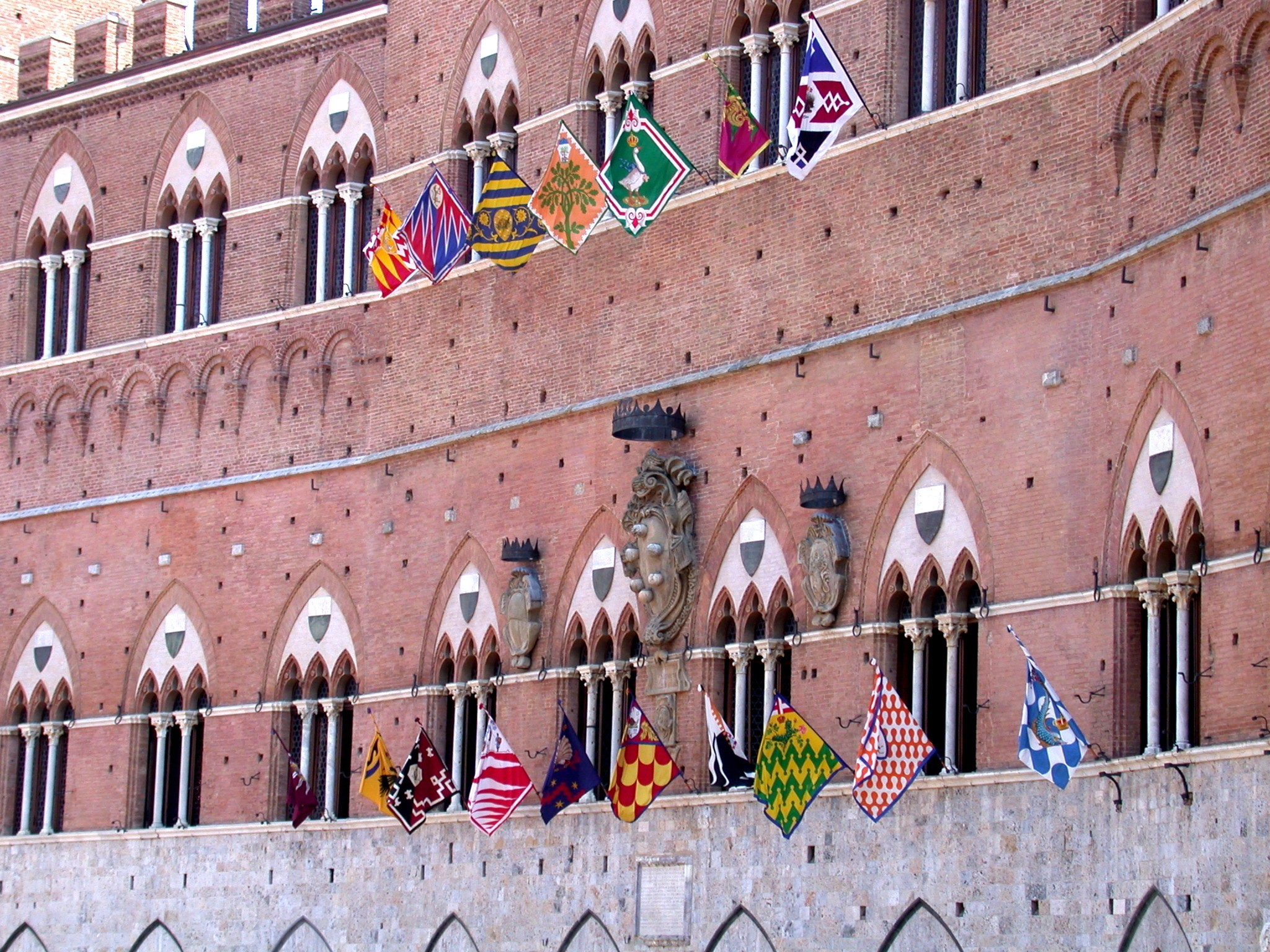
Сієна
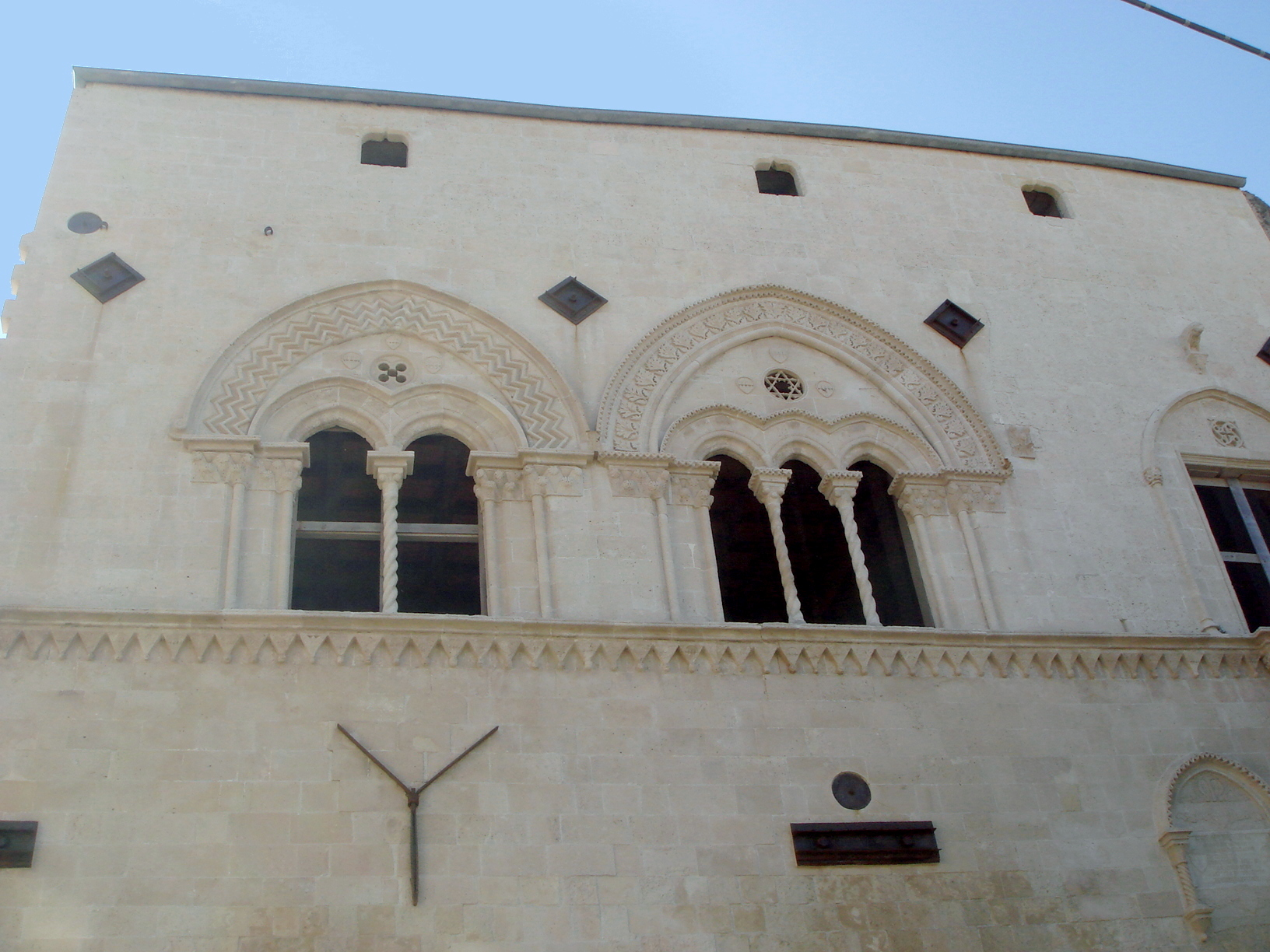
Сіракуза, Palazzo Mergulese-Montalto
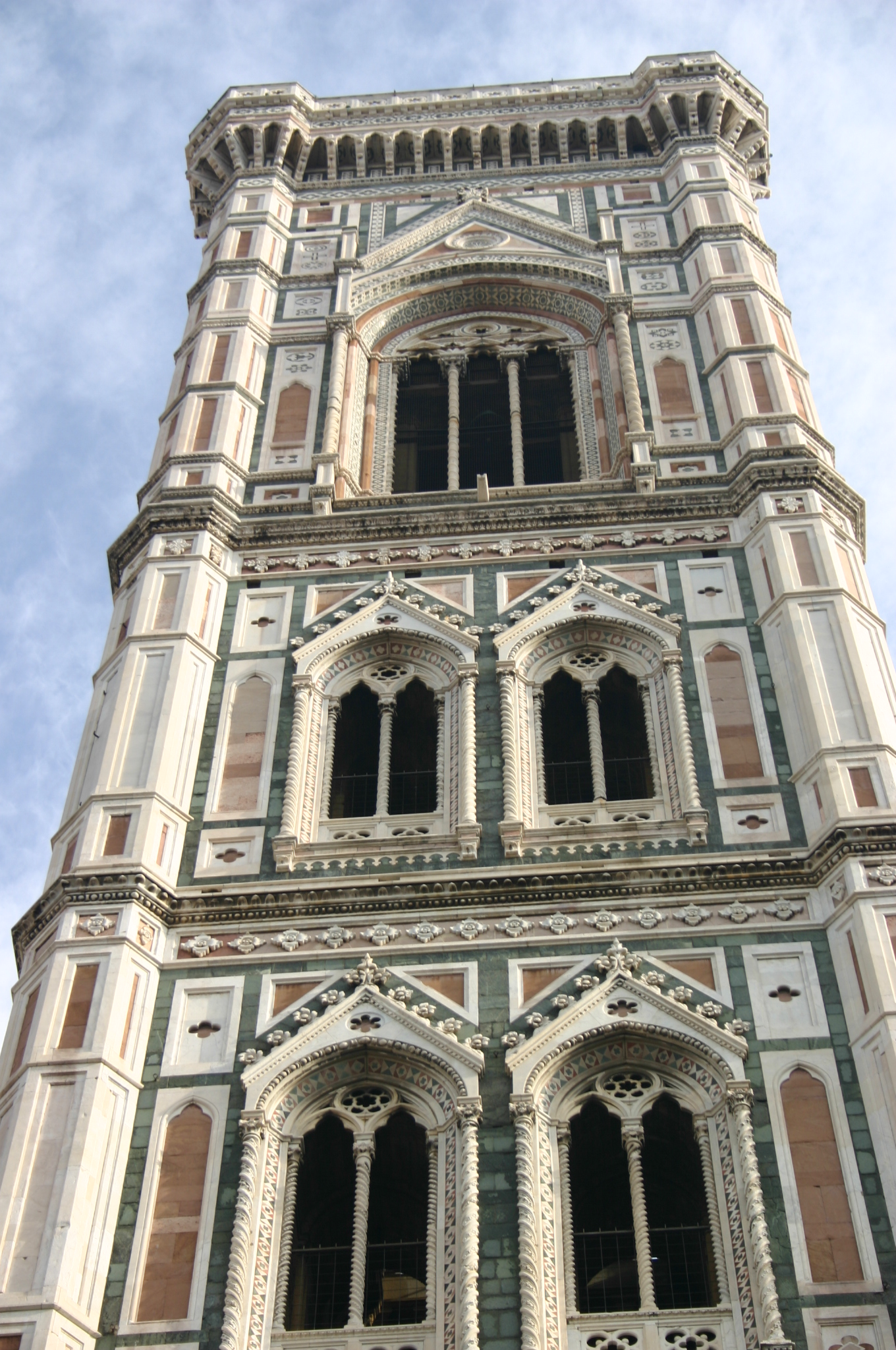
Фіренце, дзвіниця Джотто
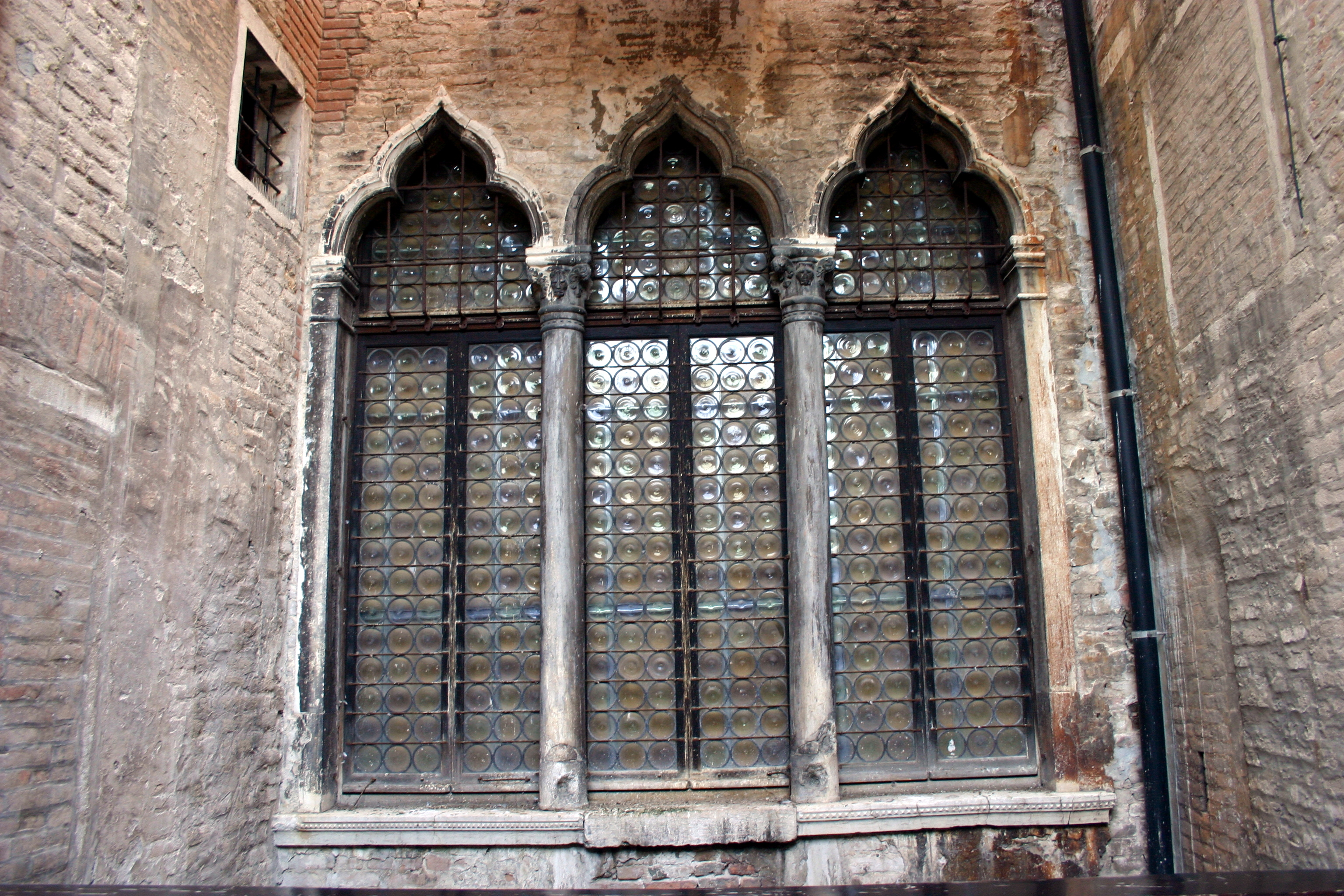
Венеція, Palazzo Fortuny (колишній Palazzo Pesaro degli Orfei)
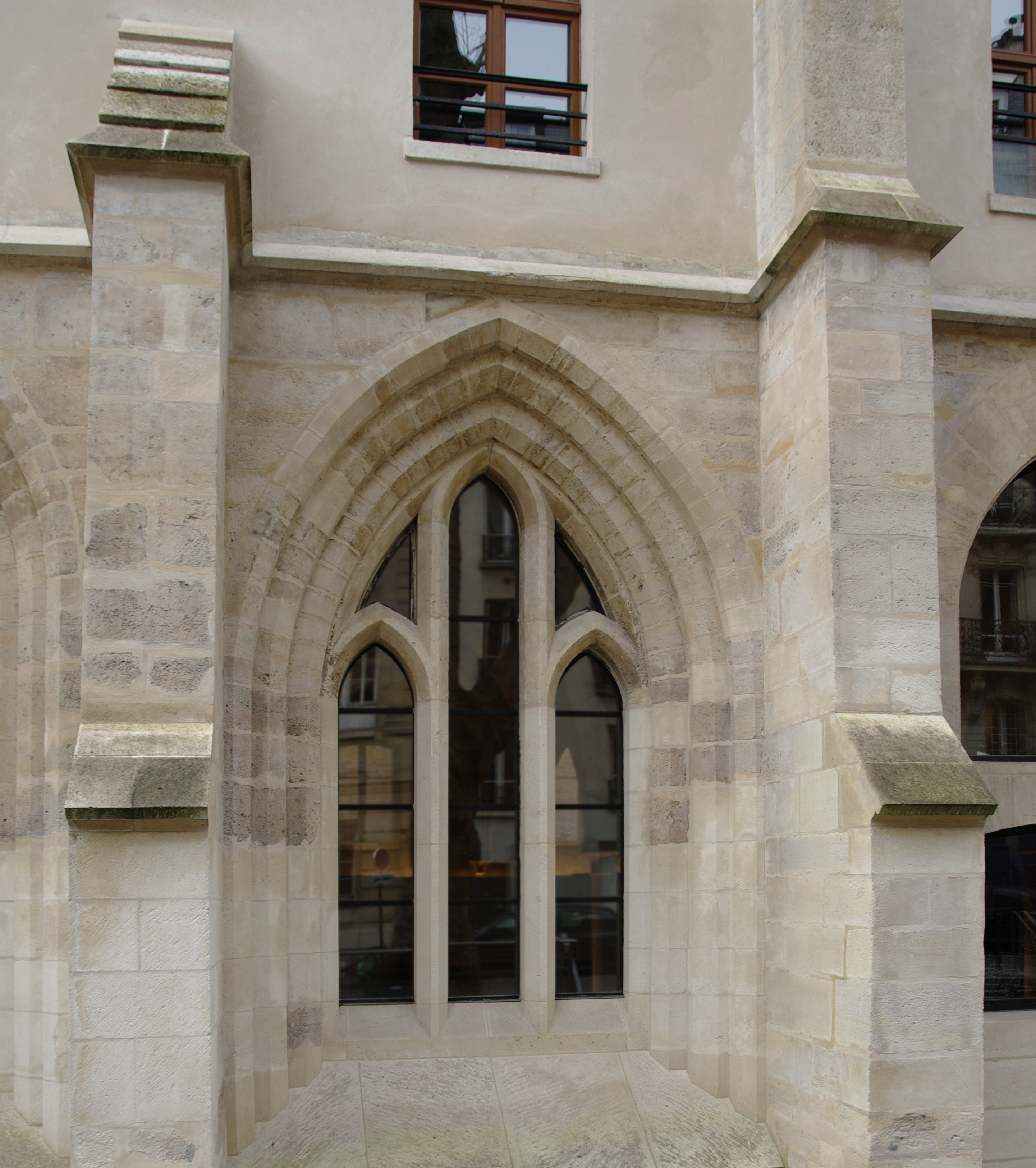
Колеж бернардинців[fr], Париж, Франція
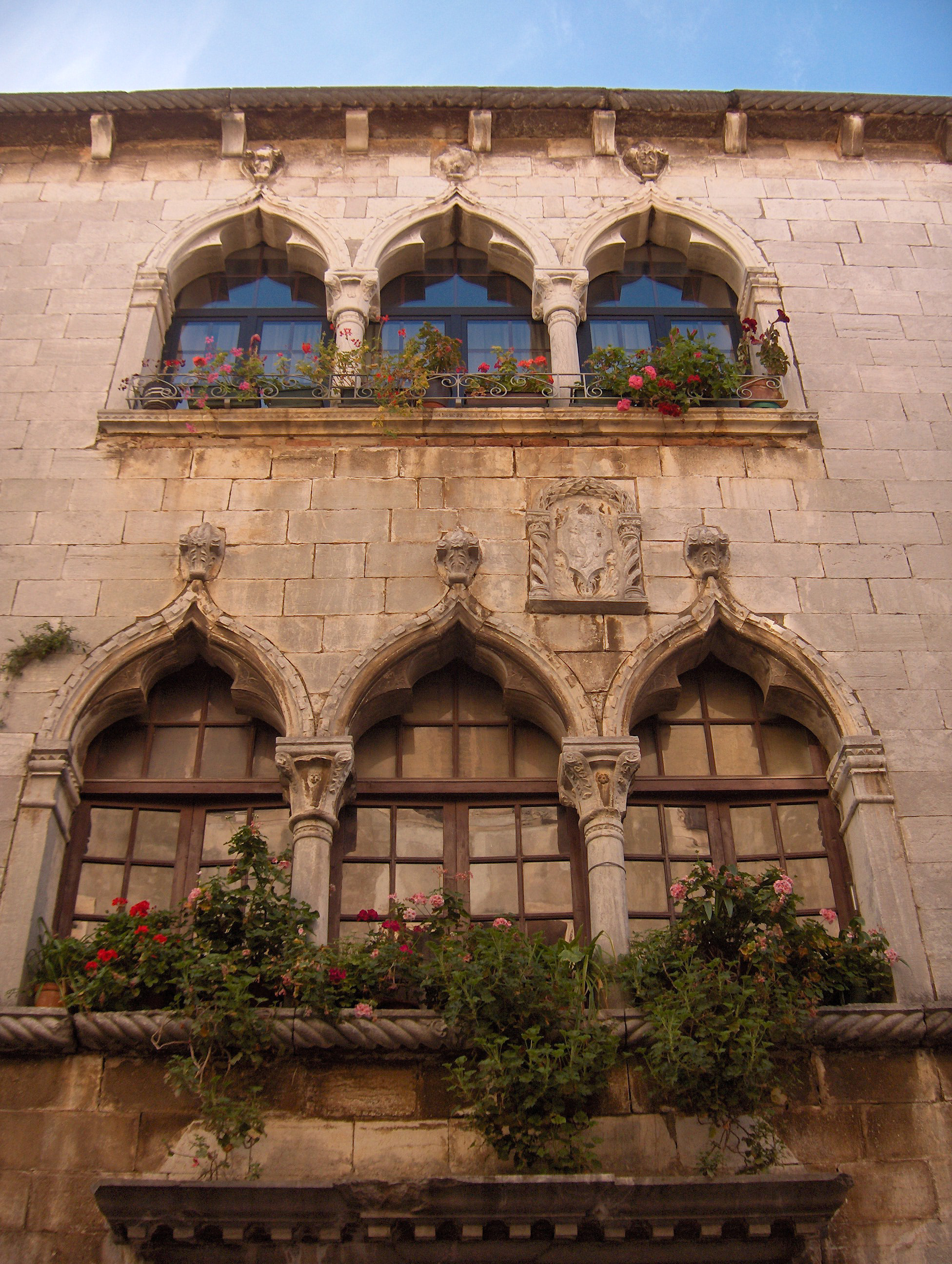
Готичний будинок, Пореч, Хорватія